# Cataphryxus primus
Cataphryxus primus är en kräftdjursart som först beskrevs av Sueo M. Shiino 1934.  Cataphryxus primus ingår i släktet Cataphryxus och familjen Bopyridae. Inga underarter finns listade i Catalogue of Life.